# الشواطى الاعلى (قفل شمر)

تعديل مصدري - تعديل

الشواطى الاعلى هي إحدى قرى عزلة الدانعي بمديرية قفل شمر التابعة لمحافظة حجة، بلغ تعداد سكانها 140 نسمة حسب تعداد اليمن لعام 2004.